# Shinji
Shinji (jap. しんじ, シンジ) – popularne męskie imię japońskie.

## Możliwa pisownia
Shinji można zapisać używając wielu różnych znaków kanji i może znaczyć m.in.:
- 真二, „prawda, dwa”[1]
- 真治, „prawda, rządzić”
- 真司, „prawda, przepis”
- 伸二, „rozszerzyć, dwa”
- 伸治, „rozszerzyć, rządzić”
- 伸次, „rozszerzyć, następny”
- 慎二, „pokora, dwa”
- 慎治, „pokora, rządzić”
- 信二, „wiara, dwa”
- 信治, „wiara, rządzić”
- 信次, „wiara, następny”
- 紳司, „gentleman, przepis”
- 新司, „nowy, przepis”

## Znane osoby
- Shinji (しんぢ), gitarzysta japońskiego zespołu SID
- Shinji Aoyama (真治), japoński reżyser filmowy
- Shinji Aramaki (伸志), japoński reżyser anime
- Shinji Hosoe (慎治), japoński kompozytor
- Shinji Hosokawa (伸二), japoński judoka
- Shinji Kagawa (真司), japoński piłkarz
- Shinji Kajio (真治), japoński pisarz science fictioni fantasy
- Shinji Kawada (紳司), japoński seiyū
- Shinji Mikami (真司), japoński projektant gier wideo
- Shinji Mizushima (新司), japoński mangaka
- Shinji Miura (伸二), japoński bobsleista
- Shinji Morisue (慎二), japoński gimnastyk
- Shinji Nakae (真司), japoński seiyū
- Shinji Nakano (信治), japoński kierowca wyścigowy
- Shinji Ono (伸二), japoński piłkarz
- Shinji Okazaki (慎司), japoński piłkarz
- Shinji Takao (紳路), japoński profesjonalny gracz Go
- Shinji Takahira (慎士), japoński lekkoatleta, sprinter
- Shinji Takehara (慎二), japoński bokser
- Shinji Wada (慎二), japoński mangaka

## Fikcyjne postacie
- Shinji, bohater anime Texhnolyze
- Shinji Hirako (真子), bohater mangi i anime Bleach
- Shinji Ikari (シンジ), bohater mangi i anime Neon Genesis Evangelion oraz filmu The End of Evangelion
- Shinji Kido (司), główny bohater serii tokusatsu Kamen Rider Ryuki
- Shinji Koganei (慎二), bohater mangi i anime Kuroko’s Basket
- Shinji Kubo, główny bohater powieści The Sound of Waves
- Shinji Matō (慎二), bohater serii Fate/stay night